# QST (журнал)
QST — щомісячний журнал, присвячений питанням аматорського радіозв'язку. Видається в США Американською лігою радіоаматорів (ARRL) з грудня 1915 року по сьогодні. Назва взята з міжнародного Q-коду та означає «повідомлення для всіх радіоаматорів». «QST» — одне з перших в світі періодичних видань з цієї тематики і найстаріше з усіх, що існують.